# Fouleix
Fouleix è un comune francese di 276 abitanti situato nel dipartimento della Dordogna nella regione della Nuova Aquitania.

## Società

### Evoluzione demografica
Abitanti censiti